# Perissogorgia colossus
Perissogorgia colossus is een zachte koraalsoort uit de familie Primnoidae. De koraalsoort komt uit het geslacht Perissogorgia. Perissogorgia colossus werd in 1989 voor het eerst wetenschappelijk beschreven door Bayer & Stefani. 